# Oroxenofrea spiculata
Oroxenofrea spiculata är en skalbaggsart som beskrevs av Maria Helena M. Galileo och Martins 1999. Oroxenofrea spiculata ingår i släktet Oroxenofrea och familjen långhorningar. Inga underarter finns listade i Catalogue of Life.